# Mamen Duch
Mamen Duch (Barcelona, 1966) és una actriu catalana.
El seu avi patern, que era ebanista, va construir la casa per estiuejar a la falda de Montjuïc, al costat d'un hort i un corral amb gallines. Al mateix terreny els seus pares van fer la casa per viure abans de casar-se i treballaven en un taller-botiga del Poble Espanyol on treballaven la fusta.
L'any 1990 acabà els estudis a l'Institut del Teatre de Barcelona i, amb quatre companyes de promoció, creà la companyia de teatre T de Teatre.
És mestra de ioga per a nens i té la seva pròpia escola a la Font de la Guatlla.

## Actuacions

### Teatre
- Mitjanit a l'Starlit, de Michael Hastings. Direcció: Carles Lasarte
- Paraula de poeta, muntatge de poemes de Maria Mercè Marçal, dirigit per Jordi Mesalles
- Petits contes misògins, de Patricia Highsmith. Direcció: Pere Sagristà
- Homes!, de diversos autors. Direcció: Sergi Belbel.
- Ai, homes! (Conversa femenina sobre la realitat masculina) (En aquest espectecle s'estrenen totes juntes com a autores)
- Criatures, de diversos autors. Direcció: David Plana i T de Teatre
- Això no és vida!, de diversos autors. Direcció: David Plana.
- 15, de diversos autors. Direcció: Sergi Belbel i T de Teatre.
- Com pot ser que t'estimi tant? Autor i direcció: Javier Daulte
- Delicades. Autor i direcció: Alfredo Sanzol
- Aventura! Autor i direcció: Alfredo Sanzol
- E.V.A. (2017)[4]
- T'estimo si he begut, d'Empar Moliner i direcció de David Selvas.

### Televisió
- Atresplayer: Historias de protegidos, de Carlos García Miranda
- TV3: Tres estrelles, El Tricicle, Estació d'enllaç, La caixa sàvia, Poblenou, Efectes secundaris, Jet lag (una sèrie de T de Teatre) i el llargmetratge per a televisió Laia, el regal d'aniversari, de Jordi Frades.
- TVE: Locos por la tele, Derecho a Soñar
- Canal Plus: Crack, Calle 13
- Tele 5: El Comisario
- Netflix: "El cuerpo en llamas"